# Pavel Groedinin
Pavel Nikolajevitsj Groedinin (Russisch: Павел Николаевич Грудинин) (Moskou, 20 oktober 1960) is een Russisch politicus en zakenman.
Groedinin was de kandidaat van de Communistische Partij van de Russische Federatie voor de presidentsverkiezingen van 2018.